# Rio Maina
Rio Maina é um distrito do município de Criciúma, no estado de Santa Catarina. Possui cerca de 60 mil habitantes e fica na região noroeste do município.
É no distrito que corre o rio de mesmo nome, Rio Maina.
Sua história teve início em 16 de novembro de 1890, com a chegada ao local de algumas famílias de imigrantes italianos. Rio Maina foi elevado a categoria de distrito em 10 de abril de 1959. Tentou inúmeras vezes se emancipar politicamente de Criciúma, sem sucesso. 
O nome Rio Maina foi dado pelos próprios imigrantes italianos, e a história contada de geração em geração diz que, ao chegarem à localidade, receberam farinha de mandioca para comer, que eles pensaram que era queijo ralado; ao comer, não gostaram da farinha e a jogaram no rio dizendo “rio que la manha” que, no dialeto deles, significava "que o rio a coma"; assim, desde 1890, o local ficou conhecido como Rio Maina, uma versão em português do termo em dialeto italiano "comer".
Rio Maina fica a cinco quilômetros do centro da cidade e possui um comércio próprio, mas ainda dependente do centro criciumense. Seu núcleo urbano já se uniu ao de Criciúma, formando uma faixa urbana contínua, processo já realizado entra as manchas urbanas de Criciúma e Içara. Acredita-se que com a construção do futuro terminal urbano de transportes, o distrito possa atingir maior qualidade de vida e rapidez na hora de se dirigir ao centro.
avenidas dos imigrantes corta o Distrito ligando ao caravaggio atraves da rodovia jose spillere.